# Ida zur Nieden

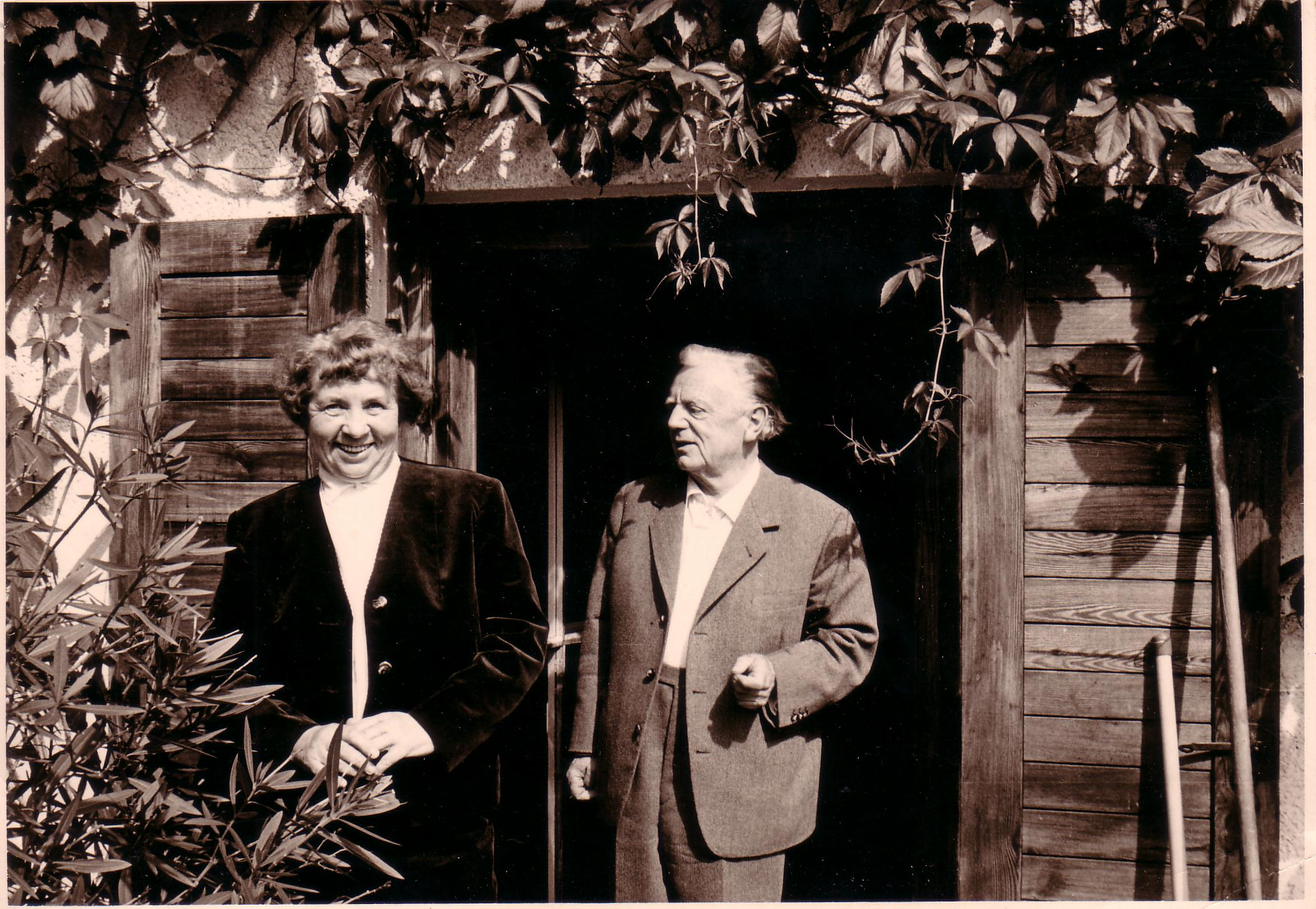
Ida und Philipp Harth (1962)

Ida zur Nieden, auch Ida Harth-Zur Nieden (* 10. August 1886 in Köln; † 26. Mai 1981 in Bayrischzell) war eine deutsche Schauspielerin und Opernsängerin (Alt).

## Leben
Ihre Eltern waren der Eisenbahnsekretär Georg  und Anna Maria, geb. Kammhoff. 1908 heiratete sie den Bildhauer Philipp Harth.
Nach ihrer Gesangsausbildung war sie von 1916 bis 1918 als Volontärin an der Hofoper Berlin beschäftigt. Darauf erfolgte von 1923 bis 1925 ein Engagement an der Großen Volksoper in Berlin. Während sie in Berlin wohnte, unternahm sie sehr erfolgreiche Konzertreisen, zeichnete sich als Bach-Interpretin aus und trat als Solistin bei Ludwig van Beethovens 9. Symphonie auf. Darauf stand sie von 1925 bis 1930 beim Staatstheater Wiesbaden auf der Bühne.
Damals lernte sie Andreas und Alexej Jawlensky kennen. Von letzterem erwarb sie etliche Gemälde. Über deren Verbleib schrieb sie 1971 an Andreas: „Zu meinem großen Kummer alle diese kostbaren Bilder sind am Ende des Krieges mit allem anderen, was wir besaßen, verbrannt.“
Hauptsächlich sang sie jedoch Operetten und Oratorien. 1931 sang sie in der Uraufführung der Oper Die Mutter von Alois Hába am Theater am Gärtnerplatz in München die Partie der Schwägerin. Mit Richard Tauber stand sie in der Operette Der Bettelstudent auf der Bühne. 1932 spielte sie mit in dem Film Goethe lebt....!